# Karolinen-Kinderspital

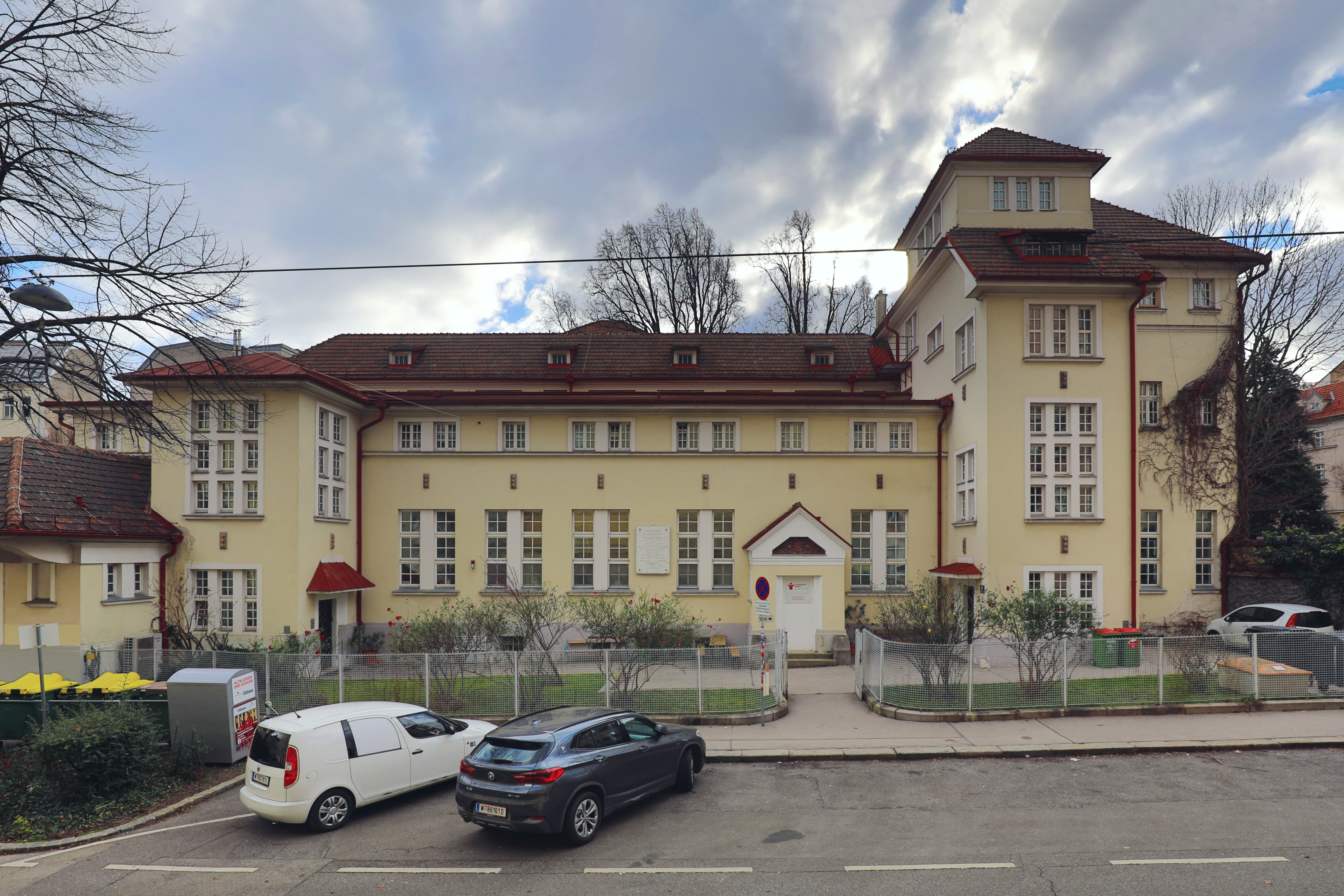
Seitenfront des ehemaligen Karolinen-Kinderspitals

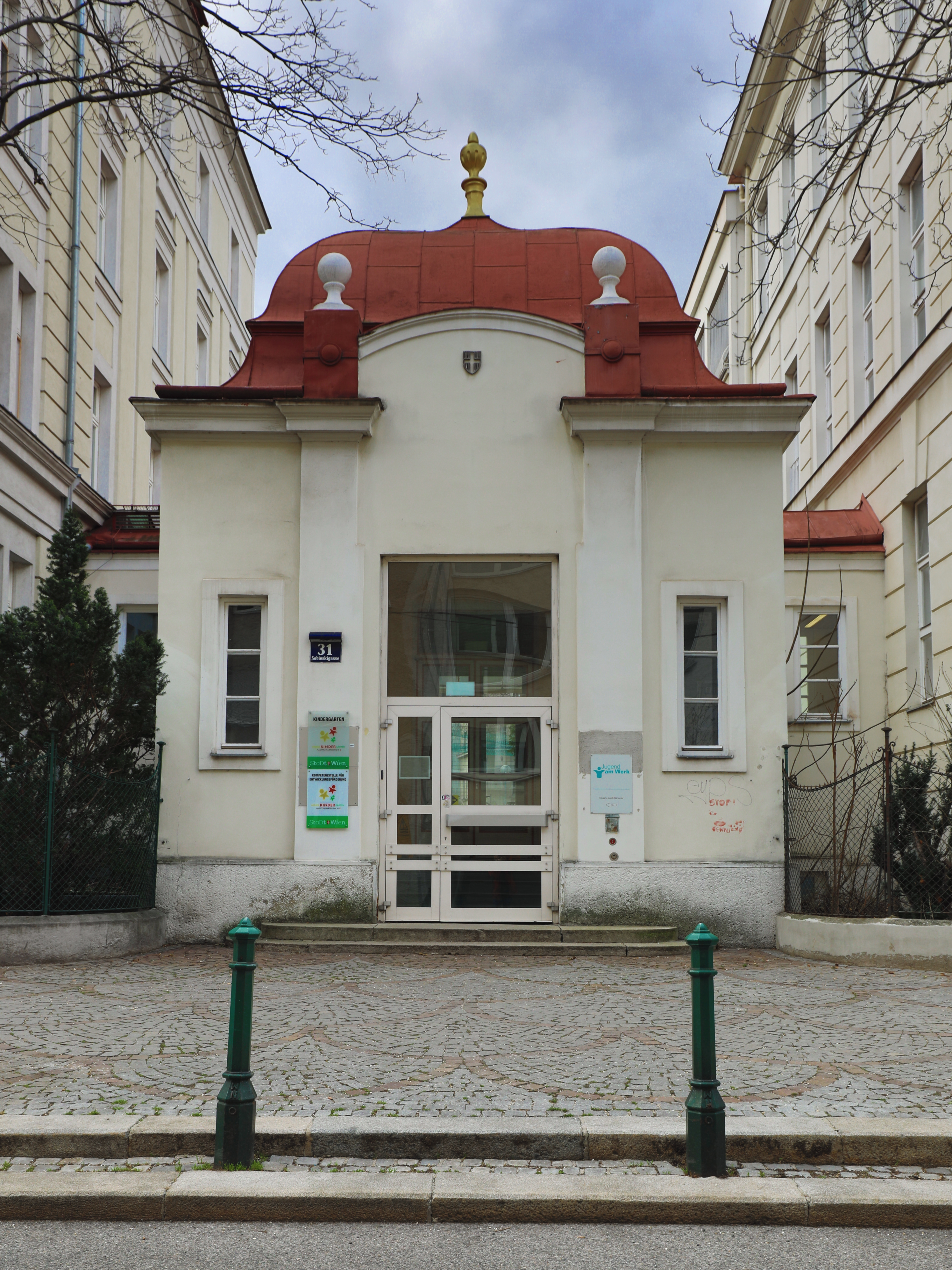
Haupteingang zum ehemaligen Karolinen-Kinderspital (Wien-Alsergrund)

Das Karolinen-Kinderspital war ein Krankenhaus im 9. Wiener Gemeindebezirk Alsergrund.

## Geschichte
Das ehemalige Karolinen-Kinderspital in Wien geht auf die 1874 durch Karoline Riedl († 1878) erfolgte Stiftung eines zu einem Kinderspital mit 24 Betten umgebauten Hauses in der Schubertgasse 23 (damals Schubertgasse 2) zurück, welches am 1. November 1879 eröffnet wurde. 1896 konnte – ermöglicht durch weitere Stiftungen – ein Neubau für 50 Betten errichtet werden. Ein weiterer Neubau wurde 1912 bis 1913 in der Sobieskigasse 31 im Alsergrund durch Eugen Fassbender errichtet und 1914 eröffnet.
Von der Stifterin Karoline Riedl war das Kinderspital zur Aufnahme von Kindern mittelloser, im Pfarrsprengel Lichtental wohnhafter Eltern oder von dahin zuständigen Waisen bestimmt.
1888 „geruhte Seine Majestät der Kaiser“ Franz Joseph I. „allergnädigst“ anzuordnen, dem Spital zwischen 1888 und 1892 ein Dreißigstel und ab 1893 fünf Jahre lang ein Vierzigstel der Erträge des am Schottenring erbauten Sühnhauses zukommen zu lassen.
Als die Stadtverwaltung die Kinderübernahmestelle der Gemeinde Wien in der Lustkandlgasse errichtet, geschah dies mit Rücksicht auf das angrenzende Karolinen-Kinderspital, das 1923 erweitert wurde.

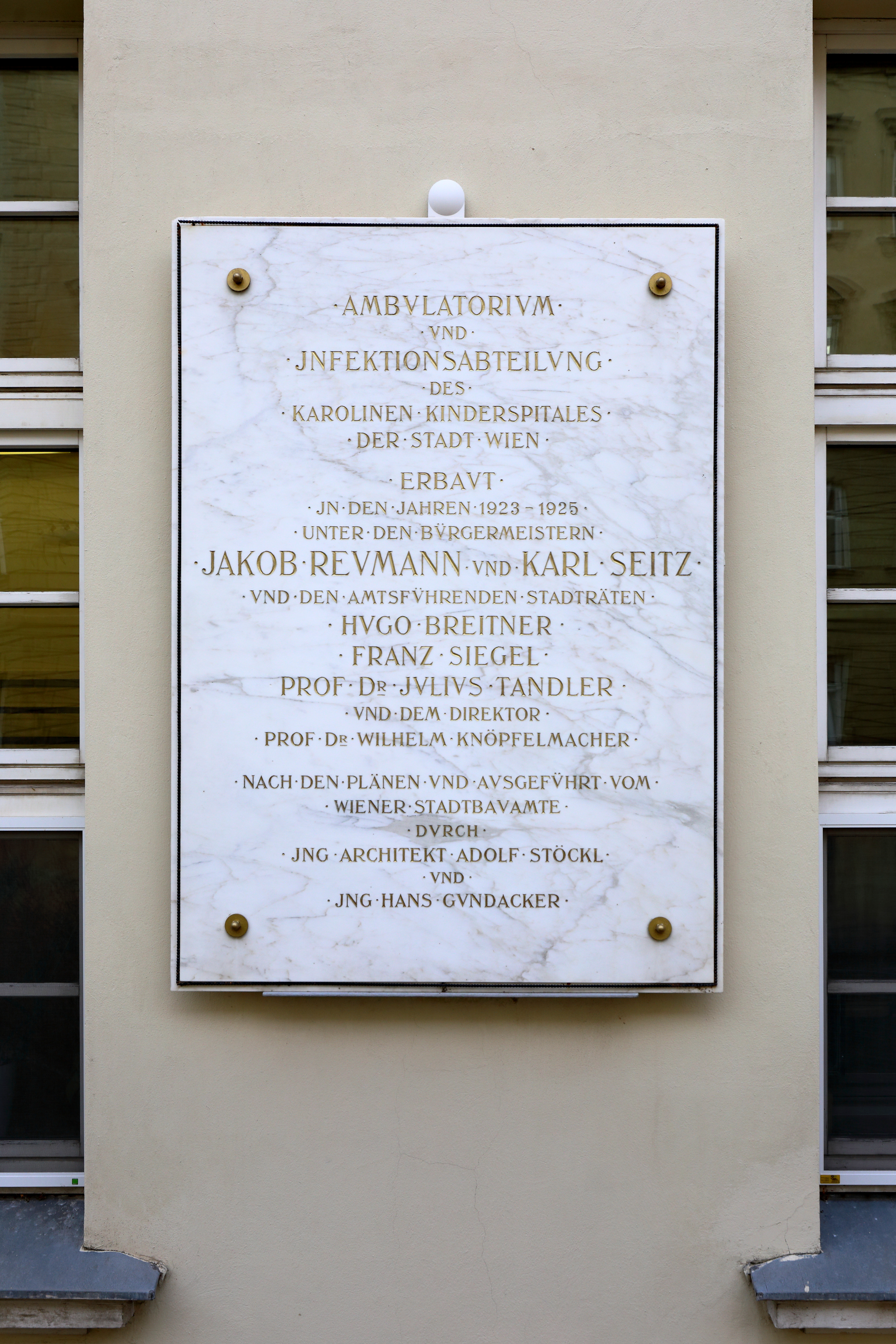
Gedenktafel in Erinnerung an die Errichtung eines „Infektionspavillons“ nach Plänen von Adolf Stöckl

In der Zeit des Nationalsozialismus führte das Karolinen-Kinderspital auch den Namen Emil von Behring-Kinderkrankenhaus.
Am 24. Oktober 1951 vermeldete die Wiener Rathauskorrespondenz die Übersiedlung der provisorisch im Kinderspital untergebrachten hygienisch-bakteriologischen Untersuchungsanstalt aus dem Kinderspital in die ehemalige Frauenabteilung der Allgemeinen Poliklinik der Stadt Wien in der Feldgasse
1977 wurde das Karolinen-Kinderspital geschlossen und die Abteilungen ins Wilhelminenspital verlegt.

## Statistik
Zwischen dem 4. November 1879 und Ende 1894 wurden 2.952 Kinder im Karolinen-Kinderspital stationär behandelt. Davon wurden
- 1.656 Kinder als geheilt entlassen,
- 453 Kinder als gebessert entlassen,
- 25 ungeheilt oder auf Verlangen entlassen.
- 699 Kinder verstarben in diesem Zeitraum.
- 19 Kinder befanden sich Ende 1894 noch in Behandlung.

Im Jahr 1894 wurden 17.147 Kinder im Karolinen-Kinderspital behandelt.
- 16.390 Kinder wurden ambulant versorgt,
- 264 Kinder geimpft und
- 493 Kinder stationär behandelt.

## Bettenstiftung
Auch in den Statuten des Karolinen-Kinderspitals war die Möglichkeit einer Bettenstiftung festgelegt.
Bettenstifter waren jene Wohltäter, welche zur Errichtung und dauernden Erhaltung eines Bettes 6.000 Gulden Papierrente oder einen diesem Wert entsprechenden Barbetrag widmeten. Die gestifteten Betten führten zur Erinnerung an ihre Stifter deren Namen und die Stifter waren außerdem berechtigt, ihr Bild in den Räumen des Spitals anbringen zu lassen.
Darüber hinaus hatten die Bettenstifter das Recht, für das von ihnen gestiftete Bett kranke Kinder zu empfehlen, die bei der Aufnahme vor anderen Kindern den Vorzug erhielten, sofern sie den Statuten des Spitals entsprachen.

## Caroline Riedl´sche Kinderspitalstiftung
Die am 22. Dezember 1880 von der k.k. Niederösterreichischen Statthalterei genehmigte Caroline Riedl´sche Kinderspitalstiftung besteht heute noch. Ihre Erträgnisse kommen dem Wiener Krankenanstaltenverbund KAV zugute. Das Wiener Kontrollamt beziffert die zwischen den Jahren 2000 und 2004 getätigten Ausschüttungen mit rund 91.200 Euro.

## Prominente Ärzte
Zu den prominenten Ärzten, die hier am Karolinen-Kinderspital tätig waren, gehört Robert Gersuny (1880–1893), der auch Primarius am Rudolfinerhaus war. Zwischen 1920 und 1922 war hier Gerty Cori, die gemeinsam mit ihrem Ehemann Carl Ferdinand Cori 1947 den Nobelpreis für Medizin erhielt, tätig.